# Los Ángeles (Almería)
Los Ángeles es un barrio del municipio de Almería, en la provincia de Almería, comunidad autónoma de Andalucía, que delimita con la Carretera de Granada, Plaza de toros de Almería, y La Cruz de Caravaca. Es un barrio formado principalmente por viviendas del tipo VPO construidas durante la dictadura de Francisco Franco, concretamente en los años 60. Fue un barrio principalmente formado por inmigrantes que venían a España. En la actualidad es uno de los barrios más destacados de Almería.
- Datos: Q30919176
- Multimedia: Barrio de los Ángeles (Almería) / Q30919176

1. ↑  Worldpostalcodes.org, código postal n.º 04008.